# Aleksandar Aleksiev (wielrenner)
Aleksandar Aleksiev (Maglizj, 5 november 1992) is een Bulgaars wielrenner.

## Carrière
Als junior won Aleksiev in 2010 twee etappe in de Ronde van Mevlana voor junioren. In het eindklassement werd hij derde, met een achterstand van elf seconden op winnaar Mevlüt Erkan. Drie jaar later volgde zijn eerste zege bij de eliterenners: in de eerste etappe van de Ronde van Servië verwees hij Sondre Lindstad-Hurum en Artjom Zacharov naar de dichtste ereplaatsen. Vanwege de slechte weersomstandigheden telde de etappe echter niet mee voor het algemeen klassement.
In 2014 won Aleksiev de GP Al Massira, door in een massasprint de Italianen Diego Bevilacqua en Andrea Trovato te verslaan. Later dat jaar werd hij onder meer derde op het nationale kampioenschap op de weg.
In 2016 werd Aleksiev nationaal kampioen tijdrijden, door het 36,4 kilometer lange parcours in en rond Sliven één seconde sneller af te leggen dan Nikolaj Michajlov. Ruim twee maanden later won hij de vijfde etappe in de Ronde van Bulgarije.

## Overwinningen
2010
2e en 4e etappe Ronde van Mevlana, Junioren
2013
1e etappe Ronde van Servië
2014
GP Al Massira
2016
 Bulgaars kampioen tijdrijden, Elite
5e etappe Ronde van Bulgarije